# Laurac-en-Vivarais
Laurac-en-Vivarais é uma comuna francesa na região administrativa de Auvérnia-Ródano-Alpes, no departamento de Ardèche. Estende-se por uma área de 8,97 km². Em 2010 a comuna tinha 1 034 habitantes (densidade: 115,3 hab./km²).